# Neolaparus decoratus
Neolaparus decoratus är en tvåvingeart som först beskrevs av H. Oldroyd 1970.  Neolaparus decoratus ingår i släktet Neolaparus och familjen rovflugor.
Artens utbredningsområde är Kongo. Inga underarter finns listade i Catalogue of Life.